# Gloria DeHaven
Gloria Mildred DeHaven (Los Angeles, 23 luglio 1925 – Las Vegas, 30 luglio 2016) è stata un'attrice statunitense.

## Biografia
I suoi genitori, l'attrice Flora Parker DeHaven e l'attore e regista Carter DeHaven, furono artisti del vaudeville e apparvero anche in alcuni film all'inizio degli anni venti. La piccola Gloria studiò in istituti privati, per poi iscriversi a una scuola d'arte drammatica e studiare recitazione. Iniziò la sua carriera come attrice bambina, ottenendo un piccolo ruolo non accreditato nel film  Tempi moderni  (1936) di Charles Chaplin. Nel 1940, quindicenne, recitò nel melodramma Peccatrici folli (1940), per la regia di George Cukor, in cui apparve accanto a Joan Crawford.
Dopo queste brevi esperienze sul grande schermo, per alcuni anni si dedicò a tempo pieno al canto, iniziando a farsi un nome come solista e ad esibirsi con grandi gruppi orchestrali, come quello di Bob Crosby. Il successo come cantante le fece ottenere un contratto con la casa produttrice MGM, presso cui la DeHaven apparve in diversi successi degli anni quaranta, tra cui i musical Due ragazze e un marinaio (1944), in cui fece coppia con Van Johnson, Hotel Mocambo (1944), accanto a Frank Sinatra, e Summer Holiday (1948), e la commedia poliziesca L'uomo ombra torna a casa (1944) con William Powell e Myrna Loy. L'attrice ebbe una carriera cinematografica discontinua ma fu coprotagonista in alcuni altri film musicali di successo. Tra questi, Tre piccole parole (1950), biografia dei compositori statunitensi Bert Kalmar e Harry Ruby, in cui la DeHaven interpretò un personaggio ispirato alla madre Flora Parker, e L'allegra fattoria (1950), al fianco di Judy Garland e Gene Kelly.
Dopo l'apice raggiunto nei primi anni cinquanta, il musical iniziò una fase di lento declino, e la carriera dell'attrice ne risentì. Apparve ancora in alcune pellicole del genere, tra cui Tre americani a Parigi (1955) e La ragazza di Las Vegas (1955), ma nella seconda metà del decennio abbandonò del tutto il grande schermo per passare alla televisione. Nei decenni successivi partecipò a numerosi telefilm quali Carovane verso il West (1960), Mannix (1967), Marcus Welby (1973), Gunsmoke (1974) Quincy (1977), Cuore e batticuore (1982). Dal 1983 al 1987 apparve in tredici episodi del serial I Ryan, nel ruolo di Bess Shelby, mentre tra il 1987 e il 1989 interpretò il ruolo di Phyllis Grant in tre episodi de La signora in giallo. La sua ultima apparizione sul grande schermo risale al 1997 nel film commedia Gli impenitenti di Martha Coolidge, accanto a Jack Lemmon e Walter Matthau.

## Vita privata
Dal primo matrimonio con l'attore John Payne (1944-1950), Gloria DeHaven ebbe due figli, Kathleen Hope (1945) e Thomas John (1948). Dopo il divorzio da Payne si risposò nel 1953 con Martin Kimmell, dal quale divorziò l'anno successivo. Nel 1957 sposò in terze nozze Richard Fincher, dal quale ebbe altri due figli, Harry (1958) e Faith (1962), e da cui divorziò nel 1963. Due anni più tardi, nel 1965, l'attrice e Fincher si sposarono nuovamente ma anche questo matrimonio si concluse con il divorzio nel 1969.

## Filmografia

### Cinema
- Tempi moderni (Modern Times), regia di Charles Chaplin (1936) (non accreditata)
- Peccatrici folli (Susan and God), regia di George Cukor (1940)
- Keeping Company, regia di S. Sylvan Simon (1940)
- The Penalty, regia di Harold S. Bucquet (1941)
- Non tradirmi con me (Two-Faced Woman), regia di George Cukor (1941) (non accreditata)
- Best Foot Forward, regia di Edward Buzzell (1943)
- Ritmi di Broadway (Broadway Rhythm), regia di Roy Del Ruth (1944)
- Due ragazze e un marinaio (Two Girls and a Sailor), regia di Richard Thorpe (1944)
- Hotel Mocambo (Step Lively), regia di Tim Whelan (1944)
- L'uomo ombra torna a casa (The Thin Man Goes Home), regia di Richard Thorpe (1945)
- Fra due donne (Between Two Women), regia di Willis Goldbeck (1945)
- Summer Holiday, regia di Rouben Mamoulian (1948)
- La mano deforme (Scene of the Crime), regia di Roy Rowland (1949)
- Yes Sir That's My Baby, regia di George Sherman (1949)
- Il dottore e la ragazza (The Doctor and the Girl), regia di Curtis Bernhardt (1949)
- L'autista pazzo (The Yellow Cab Man), regia di Jack Donohue (1950)
- Tre piccole parole (Three Little Words), regia di Richard Thorpe (1950)
- L'allegra fattoria (Summer Stock), regia di Charles Walters (1950)
- I'll Get By, regia di Richard Sale (1950)
- Quattro ragazze all'abbordaggio (Two Tickets to Broadway), regia di James V. Kern (1951)
- Down Among the Sheltering Palms, regia di Edmund Goulding (1953)
- Tre americani a Parigi (So This Is Paris), regia di Richard Quine (1955)
- La ragazza di Las Vegas (The Girl Rush), regia di Robert Pirosh (1955)
- Won Ton Ton, il cane che salvò Hollywood (Won Ton Ton: The Dog Who Saved Hollywood), regia di Michael Winner (1976)
- Bog, regia di Don Keeslar (1983)
- Ladies on Sweet Street, regia di Victor Lobl (1990)
- Gli impenitenti (Out to Sea), regia di Martha Coolidge (1997)

### Televisione
- Musical Comedy Time – serie TV, 1 episodio (1951)
- The Alan Young Show – serie TV, 1 episodio (1951)
- Four Star Review – serie TV, 1 episodio (1953)
- Red Skelton Review – serie TV, 1 episodio (1954)
- Appointment with Adventure – serie TV, 1 episodio (1955)
- Robert Montgomery Presents – serie TV, 2 episodi (1956)
- Producer's Showcase – serie TV, 1 episodio (1957)
- The Further Adventures of Ellery Queen – serie TV, episodio 1x31 (1959)
- The Rifleman – serie TV, 1 episodio (1959)
- Johnny Ringo – serie TV, 1 episodio (1959)
- Carovane verso il West (Wagon Train) – serie TV, 1 episodio (1960)
- Avventure in paradiso (Adventures in Paradise) – serie TV, episodio 2x24 (1961)
- La parola alla difesa (The Defenders) – serie TV, 1 episodio (1961)
- The United States Steel Hour – serie TV, 1 episodio (1962)
- The Lloyd Bridges Show – serie TV, 1 episodio (1963)
- La legge di Burke (Burke's Law) – serie TV, episodio 2x14 (1964)
- Così gira il mondo (As the World Turns) – serie TV, 1 episodio (1966)
- Flipper – serie TV, 1 episodio (1967)
- Mannix – serie TV, 1 episodio (1967)
- The Jimmy Stewart Show – serie TV, 1 episodio (1972)
- Difesa a oltranza (Owen Marshall: Counselor at Law) – serie TV, 1 episodio (1973)
- Marcus Welby (Marcus Welby M.D.) – serie TV, 1 episodio (1973)
- Gunsmoke – serie TV, 1 episodio (1974)
- Nakia – serie TV, 13 episodi (1974)
- Chi è Black Dahlia? (Who Is the Black Dahlia?), regia di Joseph Pevney (1975) - film TV
- Movin' On – serie TV, 1 episodio (1975)
- Quincy (Quincy M.E.) – serie TV, 1 episodio (1977)
- The Ted Knight Show – serie TV, 1 episodio (1978)
- Sulle strade della California (Police Story) – serie TV, 1 episodio (1978)
- The Eddie Capra Mysteries – serie TV, 1 episodio (1978)
- Delta House – serie TV, 2 episodi (1979)
- Lobo – serie TV, 1 episodio (1979)
- Hallo, Larry – serie TV, 1 episodio (1980)
- Truck Driver – serie TV, 1 episodio (1980)
- La camera oscura (Darkroom) – serie TV, 1 episodio (1981)
- Fantasilandia (Fantasy Island) – serie TV, 2 episodi (1978-1982)
- Cuore e batticuore (Hart to Hart) – serie TV, 1 episodio (1982)
- Falcon Crest – serie TV, 1 episodio (1983)
- La mamma è sempre la mamma (Mama's Family) – serie TV, 1 episodio (1983)
- I Ryan (Ryan's Hope) – serie TV, 13 episodi (1983-1987)
- Love Boat (The Love Boat) – serie TV, 2 episodi (1983-1986)
- Autostop per il cielo (Highway to Heaven) – serie TV, episodio 3x18 (1987)
- La signora in giallo (Murder, She Wrote) – serie TV, episodi 4x07-5x17-6x11 (1987-1989)
- Il tocco di un angelo (Touched by an Angel) – serie TV, 1 episodio (2000)

### Apparizioni in film e documentari
- Some of the Best: Twenty-Five Years of Motion Picture Leadership documentario (1949)

## Doppiatrici italiane
- Miranda Bonansea in Due ragazze e un marinaio, Fra due donne, L'autista pazzo
- Rosetta Calavetta in L'allegra fattoria, Tre americani a Parigi
- Rina Morelli in Hotel Mocambo
- Elda Tattoli in Tre piccole parole
- Ada Maria Serra Zanetti in Gli impenitenti
- Aurora Cancian in La signora in giallo (ep. 4.7, 5.17)
- Alba Cardilli in La signora in giallo (ep. 6.11)